# Batterie d'artillerie d'Ecqueville
L'abri d'Octeville-sur-Mer est un abri situé dans la commune française d'Octeville-sur-Mer dans la Seine-Maritime, en Normandie.

## Historique
Tous les éléments subsistants en surface et souterrains, à l'exclusion des actuelles habitations sont inscrits au titre des monuments historiques par arrêté du 27 novembre 1996.